# Verrallina bifoliata
Verrallina bifoliata är en tvåvingeart som beskrevs av King och Harry Hoogstraal 1947. Verrallina bifoliata ingår i släktet Verrallina och familjen stickmyggor. Inga underarter finns listade i Catalogue of Life.